# 阿梅里卡多拉达
阿梅里卡多拉达（葡萄牙語：América Dourada）是巴西巴伊亚州的一个市镇。总面积743.89平方公里，总人口16186人，人口密度21.8人/平方公里。